# Harald Sallberg
Harald Arthur Sallberg, född 8 oktober 1895 i Stockholm, död 13 april 1963 på Kanarieöarna, var en svensk konstnär och lärare. Främst ägnade han sig åt grafisk konst.

## Biografi
Harald Sallberg var son till kusken Carl Fredrik Sallberg och Augusta Larsdotter. Han studerade vid Tekniska Skolan i Stockholm och anställdes 1912 vid Konstakademiens Etsningsskola som tekniskt biträde och 1930 som assistent. Han var lärare i grafik vid Konstakademien från 1935, dess direktör 1955-1959 och professor från 1954.
Sallberg är han känd för sina sakligt återgivna etsningar av stockholmsvyer, porträtt, landskap samt bilder från London, vilka kännetecknas av linjesäkerhet och ofta poesi, samt för sina trägravyrer. Med trägravyrer illustrerade han Carl von Linnés Fyra skrifter och Vilhelm Mobergs roman Rid i natt!.
Det är kanske som stockholmsskildrare som Sallberg är mest känd. Som sådan började han redan år 1917-18 med två samlingar om vardera femtio etsningar kallade Från det gamla Stockholm. Höjdpunkten av stockholmsskildringarna är några stora blad, framför allt Slussen (1926) och Från Södra bergen (1933). I bladet Utkant av staden (1927) har Sallberg fångat de trista hyreshusen vid Skanstull en vinterdag på ett finstämt sätt. Ibland kunde Sallbergs saklighet gå till överkant, som i bladet Stockholmsbild (1926).
Sallberg var samtida med Axel Fridell, men ägde inte dennes förmåga att fånga stämningar i sina grafiska blad. Sallbergs etsning Storkyrkan (1926) kan jämföras med Fridells Quai de Montebello I (1930). Båda konstnärerna har här avbildat stenkajer, men den senare har på ett helt annat sätt lyckats fånga stenkajens mystik.
Harald Sallberg är bland annat representerad vid Nationalmuseum, Göteborgs konstmuseum, Uppsala universitetsbibliotek, Prins Eugens Waldemarsudde, Norrköpings konstmuseum, Kalmar konstmuseum, Uffizierna i Florens och museer i London, München och Philadelphia. Han var ledamot av Konstakademien och medlem av Etsareförbundet. År 1942 erhöll han Bonniers hundraårsjubileumspris och året därpå Konstnärsklubbens Karlbopris.